# Bataille de Tigranocerta
Troisième guerre de Mithridate
La bataille de Tigranocerta a lieu le 6 octobre 69 av. J.-C.[Quoi ?], pendant la troisième guerre de Mithridate  entre les forces de la République romaine et celles de Tigrane II, roi d'Arménie. Les Romains furent victorieux et s'emparèrent de la capitale arménienne.